# I'm a Mess (canção de Bebe Rexha)
"I'm a Mess" é uma canção gravada pela cantora norte-americana Bebe Rexha para seu álbum de estréia, Expectations (2018). Foi lançada como o primeiro single do álbum em 15 de junho de 2018, depois de um lançamento de rádio nos Estados Unidos. A música foi escrita por Rexha, Justin Tranter, Meredith Brooks, Shelly Peiken e Jussifer, sendo produzida por Jussifer e Devon Corey. Segundo a cantora, a música é sobre comemorar suas imperfeições e inseguranças.

## Composição
"I"m a Mess" contém uma interpolação de 1997, com a música "Bitch", de Meredith Brooks. Ela foi escrita por Rexha ao lado de Justin Tranter e Jussifer, enquanto o último lidou com a produção de Devon Corey.

## Lançamento
Em 18 de setembro de 2017, um trecho da faixa foi compartilhada por Rexha através de um Instagram Story. O segundo trecho foi lançado em 20 de abril de 2018.

## As performances ao vivo
Rexha apresentou a música no The Tonight Show, Estrelado por Jimmy Fallon.

## Desempenho nas tabelas musicais
| Chart (2018)                                 | Posição |
| -------------------------------------------- | ------- |
| Austrália (ARIA)                             | 41      |
| Canadá (Canadian Hot 100)                    | 25      |
| Eslováquia (Singles Digitál Top 100)         | 46      |
| Estados Unidos (Billboard Hot 100)           | 35      |
| Estados Unidos (Billboard Mainstream Top 40) | 22      |
| Irlanda (IRMA)                               | 48      |
| Nova Zelândia Hot Singles (RMNZ)             | 18      |
| Reino Unido (UK Singles Chart)               | 77      |
| República Checa (Singles Digitál Top 100)    | 52      |
| Singapura (RIAS)                             | 22      |